# Babstovo
Babstovo (in lingua russa Бабстово) è un centro abitato dell'Oblast' autonoma ebraica, situato nel Leninskij rajon.